# Bồ đề lá lời bời
Bồ đề lá lời bời hay an tức dạng bời lời, bời lời bộp, gié đỏ (danh pháp khoa học: Styrax litseoides) là một loài thực vật có hoa thuộc họ Styracaceae. Đây là một trong những loài thực vật đặc hữu của Việt Nam.